# 沙赖 (维埃纳省)
沙赖（法語：Charrais，法語發音：[ʃaʁɛ]）是法国新阿基坦大区维埃纳省的一个旧市镇，属于普瓦捷区。该旧市镇2009年时的人口 为1,087人。
沙赖已于2017年1月1日起和相邻的另外3个市镇合并为新市镇圣马丹拉帕吕（Saint Martin la Pallu）。

## 人口
沙赖人口变化图示
| 数据来源：INSEE |